# Championnat de France d'échecs des clubs 2010
 (août 2022).
La mise en forme du texte ne suit pas les recommandations de Wikipédia : il faut le « wikifier ».
Les points d'amélioration suivants sont les cas les plus fréquents. Le détail des points à revoir est peut-être précisé sur la page de discussion.
- Les titres sont pré-formatés par le logiciel. Ils ne sont ni en capitales, ni en gras.
- Le texte ne doit pas être écrit en capitales (les noms de famille non plus), ni en gras, ni en italique, ni en « petit »…
- Le gras n'est utilisé que pour surligner le titre de l'article dans l'introduction, une seule fois.
- L'italique est rarement utilisé : mots en langue étrangère, titres d'œuvres, noms de bateaux, etc.
- Les citations ne sont pas en italique mais en corps de texte normal. Elles sont entourées par des guillemets français : « et ».
- Les listes à puces sont à éviter, des paragraphes rédigés étant largement préférés. Les tableaux sont à réserver à la présentation de données structurées (résultats, etc.).
- Les appels de note de bas de page (petits chiffres en exposant, introduits par l'outil «  Source ») sont à placer entre la fin de phrase et le point final[comme ça].
- Les liens internes (vers d'autres articles de Wikipédia) sont à choisir avec parcimonie. Créez des liens vers des articles approfondissant le sujet. Les termes génériques sans rapport avec le sujet sont à éviter, ainsi que les répétitions de liens vers un même terme.
- Les liens externes sont à placer uniquement dans une section « Liens externes », à la fin de l'article. Ces liens sont à choisir avec parcimonie suivant les règles définies. Si un lien sert de source à l'article, son insertion dans le texte est à faire par les notes de bas de page.
- La présentation des références doit suivre les conventions bibliographiques. Il est recommandé d'utiliser les modèles {{Ouvrage}}, {{Chapitre}}, {{Article}}, {{Lien web}} et/ou {{Bibliographie}}. Le mode d'édition visuel peut mettre en forme automatiquement les références.
- Insérer une infobox (cadre d'informations à droite) n'est pas obligatoire pour parachever la mise en page.

Pour une aide détaillée, merci de consulter Aide:Wikification.
Si vous pensez que ces points ont été résolus, vous pouvez retirer ce bandeau et améliorer la mise en forme d'un autre article.
 (août 2022).
Si vous disposez d'ouvrages ou d'articles de référence ou si vous connaissez des sites web de qualité traitant du thème abordé ici, merci de compléter l'article en donnant les références utiles à sa vérifiabilité et en les liant à la section « Notes et références ».
Navigation
Top 16 2008-2009 Top 12 2010-2011
Le Championnat de France d'échecs des clubs 2009-2010 est sous la dénomination de Top 16 le plus haut niveau du championnat de France de ce sport.
Seize clubs participent à cette édition de la compétition. Le Top 16 2009-2010 était le 30ème championnat de France d'échecs par équipe et le dernier à se jouer avec 16 équipes. À partir de la saison 2010/11, seules 12 équipes ont participé, la compétition a donc été rebaptisée Top 12 pour la saison à venir.
Les champions étaient l’Échiquier Chalonnais, qui a relégué le tenant du titre Évry Grand Roque à la deuxième place. De la Nationale 1, l’Échiquier Guingampais, l’Échiquier Deauvillais, le Lyon Olympique Échecs et Bischwiller étaient promus. D'un point de vue purement sportif, tous les promus auraient été relégués ainsi que le Cavalier Bleu Drancy et Montpellier Échecs (en raison de la réduction du championnat à 12 équipes, six équipes ont dû être relégué cette année là), mais depuis que Cannes-Echecs a déclaré forfait, Guingamp a été la meilleure équipe reléguée à se maintenir en championnat.

## Modalités
Le tournoi était divisé en un tour préliminaire et un tour final. Les 16 équipes participantes ont été réparties en deux groupes de huit (Groupe A et Groupe B) et ont disputé dans ces derniers un tournoi final. Les quatre premiers des deux groupes ont joué en poule haute, les quatre derniers en poule basse pour éviter la relégation. Les équipes qui se sont rencontrées lors des tours préliminaires ne se sont plus affrontées en finale. Le classement était d'abord déterminé par la somme des points d'équipe obtenus lors des tours préliminaires et finaux (3 points pour une victoire, 2 points pour un match nul, 1 point pour une défaite, 0 point pour une défaite sans combat), puis le comparaison directe, puis la différence entre les jeux gagnants et perdants.

## Contexte
Le nombre de joueurs inscrits n'était pas limité. Alors que Cavalier Bleu Drancy a aligné les mêmes 8 joueurs sur les 11 tours, Évry Grand Roque a aligné 15 joueurs. Au total, 186 joueurs ont été utilisés, dont 63 ont joué les 11 tours. Le meilleur joueur avec 9,5 points en 11 matchs était Loek van Wely (Châlons), tandis que ses coéquipiers Sébastien Cossin et Étienne Bacrot (Marseille) avaient chacun 9 points en 11 matchs. Avec Oleksandr Chusman, Matthieu Rigolot, Mario Mancini (tous de Châlons), Arthur Youssoupov, Jules Moussard (tous deux d'Évry), David Guadalpi (Marseille), Pascal Deiller (Metz), Pierre Olivier (Clichy), Timothée Heinz (Mulhouse), Konstantin Landa (Vandœvre), Eric-Mikhail Sighirdjian (Cannes), François Schwicker (Strasbourg) et Daniel Hausrath (Guingamp) ont réalisé 13 joueurs à 100% avec Yusupov jouant quatre matchs, Landa et Sighirdjian trois chacun et les autres un chacun.

## Modalités
| \| Bischwiller Cannes Noyon Mulhouse Philidor Metz Strasbourg Chalon-sur-Saône Marseille Guingamp Vandœuvre Échecs Deauville Lyon Olympique Échecs Montpellier Clichy Évry Drancy \| Localisation des clubs engagés dans le championnat. |
| Bischwiller Cannes Noyon Mulhouse Philidor Metz Strasbourg Chalon-sur-Saône Marseille Guingamp Vandœuvre Échecs Deauville Lyon Olympique Échecs Montpellier Clichy Évry Drancy                                                           |

### Calendrier
Les compétitions se sont déroulées du 26 au 28 mars, du 29 avril au 2 mai et du 3 au 6 juin 2010. En Groupe A, deux compétitions chacune à Évry et Vandœuvre-lès-Nancy, tandis que les quatrième à septième épreuves se déroulaient de manière centralisée à Marseille. Dans le groupe B, les trois premiers tours se sont disputés à Châlons-en-Champagne et à Clichy à deux reprises, tandis que les quatrième à septième tours se sont déroulés de manière centralisée à Mulhouse. Toutes les compétitions de Poule Haute et Poule Basse se sont déroulées à Guingamp.

### Clubs participants
- Bischwiller
- Cannes
- Châlons-en-Champagne
- Clichy
- Deauville
- Drancy
- Évry
- Guingamp
- Lyon
- Marseille
- Metz
- Montpellier
- Mulhouse
- Noyon
- Strasbourg
- Vandoeuvre

## Compétition
Dans le groupe A, toutes les décisions avaient déjà été prises avant le dernier tour. Dans le groupe B, également, toutes les décisions étaient déjà prises avant le dernier tour. Bischwiller n'a pas participé à cette compétition.
Évry et Châlons-en-Champagne ont commencé la Poule Haute avec 7 victoires chacun et comme tous deux ont remporté les trois premières compétitions de la finale, le match en tête-à-tête a décidé du titre. La dernière égalité a donné à Châlons-en-Champagne le meilleur rendement en points pour le championnat. Avant le dernier tour, Lyon, Deauville, Montpellier et Bischwiller (qui ne disputait pas non plus la Poule Basse) étaient relégués, tandis que Strasbourg, Guingamp et Drancy se battaient encore pour la dixième place salvatrice. Strasbourg a réussi à rester en place en battant Drancy, tandis que le retrait de Cannes a également laissé Guingamp en ligue supérieure.

### Classement
- Poule Haute

| Club                 | Classement | Prec. | L1 dep. | Nb sais. | Pts. | j. | d.  | p. | c. |
| -------------------- | ---------- | ----- | ------- | -------- | ---- | -- | --- | -- | -- |
| Échiquier châlonnais | 1er        | 3e    | 2009    |          | 32   | 11 | 41  | 47 | 6  |
| Évry Grand Roque     | 2e         | 1er   | 2004    | 6        | 32   | 11 | 32  | 42 | 10 |
| Marseille Échecs     | 3e         | 9e    | 2007    | 3        | 27   | 11 | 32  | 43 | 11 |
| Metz Fischer         | 4e         | 10e   | 2007    |          | 26   | 11 | 3   | 29 | 26 |
| Clichy Échecs 92     | 5e         | 2e    | ?       |          | 26   | 11 | 23  | 38 | 15 |
| Mulhouse Philidor    | 6e         | 7e    | 1997    |          | 22   | 11 | 10  | 33 | 23 |
| Vandœuvre-Echecs     | 7e         | 5e    | 2007    | 7        | 21   | 11 | 0   | 28 | 28 |
| A.J.E. Noyon         | 8e         | 8e    | 2008    |          | 19   | 11 | -13 | 19 | 32 |

- Poule Basse

| Club                               | Classement | Prec. | L1 dep. | Nb sais. | Pts. | j. | d.  | p. | c. |
| ---------------------------------- | ---------- | ----- | ------- | -------- | ---- | -- | --- | -- | -- |
| Cannes Échecs R                    | 9e         | 6e    | ?       |          | 25   | 11 | 16  | 35 | 19 |
| Cercle d'échecs de Strasbourg      | 10e        | 11e   | 2006    |          | 22   | 11 | -3  | 28 | 31 |
| Echiquier Guingampais P            | 11e        |       | 2010    |          | 20   | 11 | -7  | 24 | 31 |
| Cavalier Bleu de Drancy R          | 12e        | 12e   | 2009    |          | 19   | 11 | -13 | 23 | 37 |
| Lyon Olympique Échecs P R          | 13e        |       | 2010    |          | 19   | 11 | -14 | 23 | 37 |
| Echiquier Deauvillais P R          | 14e        |       | 2010    |          | 15   | 11 | -19 | 20 | 39 |
| Échecs Club Montpellier R          | 15e        | 4e    | ?       |          | 13   | 11 | -33 | 15 | 48 |
| Cercle d'échecs de Bischwiller P R | 16e        |       | 2010    | 7        | F    | F  | F   | F  | F  |

### Effectifs
Les tableaux ci-dessous contiennent les informations suivantes :
- N° : numéro de classement
- Titre : titre FIDE en début de saison (rating list mars 2010) ; GM = Grandmaster , IM = Master International , FM = FIDE Master , WGM = Women's Grandmaster , WIM = Women's International Master , WFM = Women's FIDE Master , CM = Candidate Master , WCM = Women's Candidate Master
- Elo : Classement Elo en début de saison (Rating list de mars 2010) ; pour les joueurs sans classement Elo, le classement national est indiqué entre parenthèses
- Nation : nationalité selon la liste de notation de mars 2010
- G : Nombre de parties gagnantes
- R : Nombre de matchs nuls
- V : Nombre de parties perdantes
- Points : nombre de points obtenus
- Jeux : Nombre de jeux joués

### Châlons
| Nr. | Titre | Nom                  | Elo  | Nation | G | R | V | Points | Parties |
| --- | ----- | -------------------- | ---- | ------ | - | - | - | ------ | ------- |
| 1   | GM    | Loek van Wely        | 2639 |        | 8 | 3 | 0 | 9,5    | 11      |
| 2   | GM    | Anish Giri           | 2624 |        | 4 | 5 | 1 | 6,5    | 10      |
| 3   | GM    | Romain Édouard       | 2617 |        | 6 | 4 | 1 | 8      | 11      |
| 4   | GM    | Michał Krasenkow     | 2652 |        | 2 | 1 | 1 | 2,5    | 4       |
| 5   | GM    | Marie Sebag          | 2506 |        | 5 | 4 | 2 | 7      | 11      |
| 6   | GM    | Manuel Apicella      | 2523 |        | 6 | 5 | 0 | 8,5    | 11      |
| 7   | IM    | Jonathan Dourerassou | 2413 |        | 5 | 1 | 1 | 5,5    | 7       |
| 8   | IM    | Sébastien Cossin     | 2497 |        | 7 | 4 | 0 | 9      | 11      |
| 9   | GM    | Alexander Huzman     | 2597 |        | 1 | 0 | 0 | 1      | 1       |
| 10  |       | Mathieu Rigolot      | 2174 |        | 1 | 0 | 0 | 1      | 1       |
| 11  | GM    | Ilya Smirin          | 2647 |        | 3 | 4 | 0 | 5      | 7       |
| 12  | FM    | Mario Mancini        | 2242 |        | 1 | 0 | 0 | 1      | 1       |
| 13  | FM    | Fabien Guilleux      | 2394 |        | 1 | 1 | 0 | 1,5    | 2       |

### Évry Grand Roque
| Nr. | Titre | Nom                    | Elo  | Nation | G | R | V | Points | Parties |
| --- | ----- | ---------------------- | ---- | ------ | - | - | - | ------ | ------- |
| 1   | GM    | Maxime Vachier-Lagrave | 2727 |        | 5 | 6 | 0 | 8      | 11      |
| 2   | GM    | Peter Svidler          | 2750 |        | 2 | 3 | 0 | 3,5    | 5       |
| 3   | GM    | Sébastien Feller       | 2576 |        | 4 | 7 | 0 | 7,5    | 11      |
| 4   | GM    | Iossif Dorfman         | 2587 |        | 2 | 4 | 0 | 4      | 6       |
| 5   | GM    | Arnaud Hauchard        | 2527 |        | 2 | 3 | 0 | 3,5    | 5       |
| 6   | GM    | Artur Kogan            | 2524 |        | 5 | 3 | 2 | 6,5    | 10      |
| 7   | GM    | Jean-Luc Chabanon      | 2455 |        | 3 | 1 | 3 | 3,5    | 7       |
| 8   | IM    | Sophie Milliet         | 2391 |        | 5 | 4 | 2 | 7      | 11      |
| 9   | GM    | Éloi Relange           | 2455 |        | 5 | 2 | 0 | 6      | 7       |
| 10  | FM    | Jules Moussard         | 2379 |        | 1 | 0 | 0 | 1      | 1       |
| 11  | GM    | Pavel Eljanov          | 2736 |        | 2 | 1 | 1 | 2,5    | 4       |
| 12  | GM    | Arthur Youssoupov      | 2573 |        | 4 | 0 | 0 | 4      | 4       |
| 13  | IM    | Philippe Brochet       | 2384 |        | 1 | 0 | 1 | 1      | 2       |
| 14  | IM    | Anna Mouzytchouk       | 2533 |        | 1 | 1 | 0 | 1,5    | 2       |
| 15  | GM    | Vugar Gashimov         | 2734 |        | 0 | 1 | 1 | 0,5    | 2       |

### Marseille Échecs
| Nr. | Titre | Nom                  | Elo  | Nation | G | R | V | Points | Parties |
| --- | ----- | -------------------- | ---- | ------ | - | - | - | ------ | ------- |
| 1   | GM    | Étienne Bacrot       | 2714 |        | 7 | 4 | 0 | 9      | 11      |
| 2   | GM    | Aleksander Delchev   | 2625 |        | 4 | 6 | 1 | 7      | 11      |
| 3   | GM    | Igor-Alexandre Nataf | 2534 |        | 3 | 2 | 1 | 4      | 6       |
| 4   | GM    | Kamil Mitoń          | 2581 |        | 7 | 3 | 1 | 8,5    | 11      |
| 5   | GM    | Jean-Marc Degraeve   | 2563 |        | 4 | 5 | 2 | 6,5    | 11      |
| 6   | IM    | Yannick Gozzoli      | 2515 |        | 3 | 7 | 1 | 6,5    | 11      |
| 7   | IM    | Cyril Marzolo        | 2470 |        | 5 | 2 | 2 | 6      | 9       |
| 8   | WIM   | Laurie Delorme       | 2226 |        | 6 | 2 | 3 | 7      | 11      |
| 9   | GM    | Arkadij Naiditsch    | 2691 | GER    | 2 | 1 | 0 | 2,5    | 3       |
| 10  | GM    | Mateusz Bartel       | 2609 |        | 1 | 2 | 0 | 2      | 3       |
| 11  | FM    | David Guadalpi       | 2303 |        | 1 | 0 | 0 | 1      | 1       |

### Metz Fischer
| Nr. | Titre | Nom                  | Elo  | Nation | G | R | V | Points | Parties |
| --- | ----- | -------------------- | ---- | ------ | - | - | - | ------ | ------- |
| 1   | GM    | Alexander Riazantsev | 2660 |        | 2 | 5 | 0 | 4,5    | 7       |
| 2   | GM    | Dumitru Svetușchin   | 2554 |        | 5 | 3 | 3 | 6,5    | 11      |
| 3   | GM    | Evguéni Postny       | 2641 |        | 3 | 6 | 2 | 6      | 11      |
| 4   | IM    | Jean-René Koch       | 2470 |        | 4 | 5 | 2 | 6,5    | 11      |
| 5   |       | Thomas Hisler        | 2240 |        | 0 | 0 | 1 | 0      | 1       |
| 6   | IM    | Silvia Collas        | 2313 |        | 6 | 2 | 3 | 7      | 11      |
| 7   | FM    | Olivier Pucher       | 2342 |        | 4 | 2 | 3 | 5      | 9       |
| 8   | FM    | Emmanuel Neiman      | 2339 |        | 3 | 2 | 2 | 4      | 7       |
| 9   | FM    | Jacques Elbilia      | 2402 |        | 2 | 1 | 4 | 2,5    | 7       |
| 10  |       | Pascal Deiller       | 2078 |        | 1 | 0 | 0 | 1      | 1       |
| 11  | FM    | Benoît Taddei        | 2301 |        | 0 | 3 | 3 | 1,5    | 6       |
| 12  | GM    | Viorel Iordăchescu   | 2619 |        | 1 | 1 | 2 | 1,5    | 4       |
| 13  |       | Sébastien Pucher     | 2271 |        | 1 | 0 | 1 | 1      | 2       |

### Clichy Échecs 92
| Nr. | Titre | Nom                   | Elo  | Nation | G | R | V | Points | Parties |
| --- | ----- | --------------------- | ---- | ------ | - | - | - | ------ | ------- |
| 1   | GM    | Dmitri Iakovenko      | 2725 |        | 2 | 3 | 1 | 3,5    | 6       |
| 2   | GM    | Laurent Fressinet     | 2670 |        | 6 | 5 | 0 | 8,5    | 11      |
| 3   | GM    | Yannick Pelletier     | 2611 |        | 4 | 5 | 2 | 6,5    | 11      |
| 4   | GM    | Pavel Tregoubov       | 2625 |        | 3 | 3 | 3 | 4,5    | 9       |
| 5   | GM    | Hicham Hamdouchi      | 2606 |        | 4 | 5 | 2 | 6,5    | 11      |
| 6   | GM    | Sébastien Mazé        | 2554 |        | 6 | 5 | 0 | 8,5    | 11      |
| 7   | IM    | Almira Skripchenko    | 2456 |        | 6 | 1 | 4 | 6,5    | 11      |
| 8   | IM    | Axel Delorme          | 2429 |        | 3 | 1 | 1 | 3,5    | 5       |
| 9   |       | Pierre Olivier        | 2218 |        | 1 | 0 | 0 | 1      | 1       |
| 10  | GM    | Vassili Ivantchouk    | 2748 |        | 0 | 2 | 0 | 1      | 2       |
| 11  | IM    | Jean-Baptiste Mullon  | 2439 |        | 0 | 1 | 0 | 0,5    | 1       |
| 12  | FM    | Maxime Lagarde        | 2387 |        | 3 | 1 | 0 | 3,5    | 4       |
| 13  |       | Stéphane Pujos        | 2311 |        | 2 | 0 | 1 | 2      | 3       |
| 14  |       | Sebastian Silva Lillo | 2334 |        | 1 | 0 | 1 | 1      | 2       |

### Mulhouse Philidor
| Nr. | Titre | Nom               | Elo  | Nation | G | R | V | Points | Parties |
| --- | ----- | ----------------- | ---- | ------ | - | - | - | ------ | ------- |
| 1   | GM    | Viktor Bologan    | 2684 |        | 3 | 3 | 0 | 4,5    | 6       |
| 2   | GM    | Andreï Sokolov    | 2563 |        | 3 | 8 | 0 | 7      | 11      |
| 3   | GM    | Thal Abergel      | 2547 |        | 3 | 3 | 5 | 4,5    | 11      |
| 4   | GM    | Youriï Vovk       | 2545 |        | 6 | 1 | 0 | 6,5    | 7       |
| 5   | IM    | Jean-Noël Riff    | 2505 |        | 3 | 5 | 2 | 5,5    | 10      |
| 6   | IM    | Anthony Wirig     | 2504 |        | 3 | 4 | 3 | 5      | 10      |
| 7   | FM    | Timothee Heinz    | 2261 |        | 1 | 0 | 0 | 1      | 1       |
| 8   |       | Emma Richard      | 2116 |        | 4 | 1 | 6 | 4,5    | 11      |
| 9   | GM    | Emmanuel Bricard  | 2488 |        | 3 | 3 | 3 | 4,5    | 9       |
| 10  | GM    | Viktor Láznička   | 2659 |        | 3 | 0 | 1 | 3      | 4       |
| 11  | GM    | Vladimir Georgiev | 2566 |        | 3 | 1 | 0 | 3,5    | 4       |
| 12  |       | Jacques Netzer    | 2230 |        | 1 | 0 | 3 | 1      | 4       |

### Vandœuvre
| Nr. | Titre | Nom                 | Elo  | Nation | G | R | V | Points | Parties |
| --- | ----- | ------------------- | ---- | ------ | - | - | - | ------ | ------- |
| 1   | GM    | Rustam Qosimjonov   | 2702 |        | 1 | 2 | 0 | 2      | 3       |
| 2   | GM    | Christian Bauer     | 2607 |        | 2 | 7 | 2 | 5,5    | 11      |
| 3   | GM    | Konstantin Landa    | 2635 |        | 3 | 0 | 0 | 3      | 3       |
| 4   | IM    | Nicolas Brunner     | 2420 |        | 3 | 5 | 3 | 5,5    | 11      |
| 5   | FM    | Cédric Paci         | 2345 |        | 2 | 2 | 6 | 3      | 10      |
| 6   | IM    | Christophe Philippe | 2428 |        | 4 | 4 | 2 | 6      | 10      |
| 7   | IM    | Mustapha Nezar      | 2398 |        | 2 | 4 | 5 | 4      | 11      |
| 8   | WFM   | Fiona Steil-Antoni  | 2151 |        | 4 | 0 | 1 | 4      | 5       |
| 9   | FM    | Alain Genzling      | 2398 |        | 1 | 4 | 5 | 3      | 10      |
| 10  | GM    | Georg Meier         | 2663 |        | 2 | 2 | 0 | 3      | 4       |
| 11  | WIM   | Mathilde Congiu     | 2175 |        | 4 | 2 | 2 | 5      | 8       |
| 12  |       | Joachim Iglesias    | 2258 |        | 0 | 0 | 2 | 0      | 2       |

### AJE Noyon
| Nr. | Titre | Nom                  | Elo  | Nation | G | R | V | Points | Parties |
| --- | ----- | -------------------- | ---- | ------ | - | - | - | ------ | ------- |
| 1   | GM    | Jordi Magem Badals   | 2576 |        | 3 | 4 | 0 | 5      | 7       |
| 2   | GM    | Leonid Gofshtein     | 2540 |        | 2 | 3 | 2 | 3,5    | 7       |
| 3   | GM    | Ivan Sokolov         | 2638 |        | 2 | 2 | 3 | 3      | 7       |
| 4   | IM    | Maxime Aguettaz      | 2389 |        | 2 | 6 | 2 | 5      | 10      |
| 5   | IM    | Chi-Minh Nguyen      | 2439 |        | 1 | 5 | 4 | 3,5    | 10      |
| 6   | FM    | Nicolas Cléry        | 2391 |        | 4 | 4 | 2 | 6      | 10      |
| 7   | IM    | David Housieaux      | 2431 |        | 2 | 4 | 4 | 4      | 10      |
| 8   | WFM   | Karine Assad         | 2056 |        | 1 | 4 | 6 | 3      | 11      |
| 9   | GM    | Cyril Marcelin       | 2499 |        | 1 | 1 | 2 | 1,5    | 4       |
| 10  | IM    | Diego Adla           | 2518 |        | 0 | 2 | 2 | 1      | 4       |
| 11  | IM    | Jelmer Jens          | 2389 |        | 0 | 2 | 0 | 1      | 2       |
| 12  |       | Daniel van Heirzeele | 2128 |        | 1 | 0 | 3 | 1      | 4       |
| 13  |       | Arnaud Gosset        | 2217 |        | 0 | 0 | 2 | 0      | 2       |

### Cannes
| Nr. | Titre | Nom                      | Elo  | Nation | G | R | V | Points | Parties |
| --- | ----- | ------------------------ | ---- | ------ | - | - | - | ------ | ------- |
| 1   | GM    | Murtas Kazhgaleïev       | 2637 |        | 4 | 5 | 2 | 6,5    | 11      |
| 2   | GM    | Vladislav Tkachiev       | 2639 |        | 4 | 7 | 0 | 7,5    | 11      |
| 3   | GM    | Michele Godena           | 2631 |        | 1 | 2 | 0 | 2      | 3       |
| 4   | GM    | Robert Fontaine          | 2548 |        | 2 | 2 | 3 | 3      | 7       |
| 5   | GM    | Kateryna Lahno           | 2518 |        | 5 | 2 | 0 | 6      | 7       |
| 6   | IM    | Pavel Govciyan           | 2430 |        | 5 | 4 | 2 | 7      | 11      |
| 7   | IM    | Laurent Guidarelli       | 2433 |        | 5 | 3 | 3 | 6,5    | 11      |
| 8   | WGM   | Maria Leconte            | 2330 |        | 6 | 1 | 4 | 6,5    | 11      |
| 9   | FM    | Julien Song              | 2329 |        | 1 | 2 | 1 | 2      | 4       |
| 10  |       | Cherif Zermiche          | 2074 |        | 1 | 0 | 3 | 1      | 4       |
| 11  |       | Olivier Marino           | 2120 |        | 0 | 0 | 1 | 0      | 1       |
| 12  | GM    | Mladen Palac             | 2552 |        | 1 | 1 | 0 | 1,5    | 2       |
| 13  |       | Eric-Mikhail Sighirdjian | 2149 |        | 3 | 0 | 0 | 3      | 3       |
| 14  | WIM   | Marlies Bensdorp         | 2309 |        | 0 | 2 | 0 | 1      | 2       |

### Cercle d'Echecs de Strasbourg
| Nr. | Titre | Nom                 | Elo  | Nation | G | R | V | Points | Parties |
| --- | ----- | ------------------- | ---- | ------ | - | - | - | ------ | ------- |
| 1   | GM    | Eduardas Rozentalis | 2628 |        | 5 | 4 | 2 | 7      | 11      |
| 2   | GM    | Anatoli Vaisser     | 2511 |        | 5 | 3 | 3 | 6,5    | 11      |
| 3   | IM    | Péter Varga         | 2434 |        | 1 | 3 | 3 | 2,5    | 7       |
| 4   | IM    | Daniel Roos         | 2435 |        | 3 | 1 | 6 | 3,5    | 10      |
| 5   | IM    | János Szabolcsi     | 2361 |        | 0 | 1 | 2 | 0,5    | 3       |
| 6   | IM    | Louis Roos          | 2360 |        | 2 | 1 | 2 | 2,5    | 5       |
| 7   | FM    | Emmanuel Reinhart   | 2337 |        | 2 | 3 | 4 | 3,5    | 9       |
| 8   | WIM   | Malina Nicoara      | 2151 |        | 3 | 2 | 6 | 4      | 11      |
| 9   | IM    | Jean-Luc Roos       | 2259 |        | 5 | 1 | 2 | 5,5    | 8       |
| 10  | GM    | Gábor Kállai        | 2444 |        | 2 | 5 | 1 | 4,5    | 8       |
| 11  |       | François Schwicker  | 2187 |        | 1 | 0 | 0 | 1      | 1       |
| 12  | GM    | Fabian Döttling     | 2571 |        | 2 | 2 | 0 | 3      | 4       |

### Guingamp
| Nr. | Titre | Nom                       | Elo  | Nation | G | R | V | Points | Parties |
| --- | ----- | ------------------------- | ---- | ------ | - | - | - | ------ | ------- |
| 1   | GM    | Matthieu Cornette         | 2552 |        | 4 | 5 | 2 | 6,5    | 11      |
| 2   | IM    | Jean-Pierre Le Roux       | 2512 |        | 2 | 4 | 5 | 4      | 11      |
| 3   | IM    | Kevin Terrieux            | 2423 |        | 4 | 5 | 2 | 6,5    | 11      |
| 4   | IM    | Dragos-Nicolae Dumitrache | 2467 |        | 1 | 7 | 3 | 4,5    | 11      |
| 5   | FM    | Pierre Bailet             | 2367 |        | 7 | 3 | 1 | 8,5    | 11      |
| 6   | FM    | Julien Laurent            | 2319 |        | 1 | 1 | 3 | 1,5    | 5       |
| 7   |       | Vincent Bodenez           | 2186 |        | 0 | 1 | 2 | 0,5    | 3       |
| 8   |       | Aurelie Le Diouron        | 1956 |        | 4 | 2 | 5 | 5      | 11      |
| 9   |       | Damien Le Goff            | 2281 |        | 3 | 1 | 5 | 3,5    | 9       |
| 10  | FM    | José-Claude de Sousa      | 2281 |        | 0 | 1 | 3 | 0,5    | 4       |
| 11  | IM    | Daniel Hausrath           | 2537 |        | 1 | 0 | 0 | 1      | 1       |

### Drancy
| Nr. | Titre | Nom                | Elo  | Nation | G | R | V | Points | Parties |
| --- | ----- | ------------------ | ---- | ------ | - | - | - | ------ | ------- |
| 1   | GM    | Dmitri Komarov     | 2523 |        | 3 | 4 | 4 | 5      | 11      |
| 2   | GM    | Todor Todorov      | 2493 |        | 4 | 4 | 3 | 6      | 11      |
| 3   | GM    | Vladimir Lazarev   | 2468 |        | 1 | 6 | 4 | 4      | 11      |
| 4   | GM    | Nikolaï Legky      | 2428 |        | 3 | 4 | 4 | 5      | 11      |
| 5   | IM    | Nicolas Giffard    | 2361 |        | 1 | 6 | 4 | 4      | 11      |
| 6   | IM    | Jean-Philippe Karr | 2385 |        | 3 | 6 | 2 | 6      | 11      |
| 7   | IM    | Manuel Bijaoui     | 2410 |        | 4 | 2 | 5 | 5      | 11      |
| 8   |       | Margaux Lefevre    | 2036 |        | 2 | 4 | 5 | 4      | 11      |

### Lyon Olympique Echecs
| Nr. | Titre | Nom                    | Elo  | Nation | G | R | V | Points | Parties |
| --- | ----- | ---------------------- | ---- | ------ | - | - | - | ------ | ------- |
| 1   | GM    | Andrey Sumets          | 2614 |        | 4 | 3 | 3 | 5,5    | 10      |
| 2   | IM    | Vladimir Doncea        | 2475 |        | 4 | 4 | 3 | 6      | 11      |
| 3   | IM    | Clovis Vernay          | 2440 |        | 6 | 3 | 2 | 7,5    | 11      |
| 4   | IM    | Yohan Benitah          | 2377 |        | 3 | 4 | 4 | 5      | 11      |
| 5   | FM    | Luc Renaze             | 2304 |        | 2 | 2 | 5 | 3      | 9       |
| 6   |       | Serge Lacour           | 2194 |        | 1 | 1 | 3 | 1,5    | 5       |
| 7   |       | Sylvain Ravot          | 2264 |        | 2 | 1 | 4 | 2,5    | 7       |
| 8   |       | Dounia Mehiaoui        | 1934 |        | 2 | 0 | 4 | 2      | 6       |
| 9   | GM    | Gilles Mirallès        | 2469 |        | 0 | 5 | 1 | 2,5    | 6       |
| 10  |       | Louis Chevant          | 2174 |        | 0 | 0 | 1 | 0      | 1       |
| 11  |       | Romain Candy           | 2109 |        | 0 | 0 | 1 | 0      | 1       |
| 12  |       | Guillaume Gueriche     | 2035 |        | 0 | 1 | 0 | 0,5    | 1       |
| 13  |       | Valérie Batteau        | 1906 |        | 1 | 0 | 4 | 1      | 5       |
| 14  | IM    | Jonathan Alonso Moyano | 2399 |        | 1 | 1 | 2 | 1,5    | 4       |

### Echiquier Deauvillais
| Nr. | Titre | Nom                | Elo  | Nation | G | R | V | Points | Parties |
| --- | ----- | ------------------ | ---- | ------ | - | - | - | ------ | ------- |
| 1   | IM    | Anthony Bellaiche  | 2443 |        | 4 | 1 | 6 | 4,5    | 11      |
| 2   | IM    | Goran Vojinovic    | 2443 |        | 0 | 4 | 3 | 2      | 7       |
| 3   | IM    | Vincent Colin      | 2445 |        | 2 | 3 | 6 | 3,5    | 11      |
| 4   | IM    | Hugo Tirard        | 2451 |        | 3 | 2 | 6 | 4      | 11      |
| 5   | IM    | Maxence Godard     | 2340 |        | 1 | 2 | 3 | 2      | 6       |
| 6   | FM    | Marc Geenen        | 2327 |        | 1 | 7 | 3 | 4,5    | 11      |
| 7   |       | Angelos Sandalakis | 2319 |        | 0 | 3 | 0 | 1,5    | 3       |
| 8   | WFM   | Sabine Fruteau     | 2125 |        | 5 | 2 | 4 | 6      | 11      |
| 9   |       | Farrokh Azadharf   | 2245 |        | 0 | 1 | 4 | 0,5    | 5       |
| 10  | IM    | Jovanka Houska     | 2417 |        | 2 | 1 | 1 | 2,5    | 4       |
| 11  |       | Bosko Basic        | 2067 |        | 2 | 0 | 2 | 2      | 4       |
| 12  |       | Antoine Canonne    | 2020 |        | 3 | 0 | 1 | 3      | 4       |

### Montpellier Echecs
| Nr. | Titre | Nom                   | Elo  | Nation | G | R | V | Points | Parties |
| --- | ----- | --------------------- | ---- | ------ | - | - | - | ------ | ------- |
| 1   | GM    | Robin Swinkels        | 2501 |        | 1 | 0 | 2 | 1      | 3       |
| 2   | GM    | Éric Prié             | 2502 |        | 3 | 5 | 3 | 5,5    | 11      |
| 3   | IM    | Olivier Touzane       | 2287 |        | 1 | 4 | 6 | 3      | 11      |
| 4   | FM    | Gaethan Sarthou       | 2386 |        | 2 | 1 | 8 | 2,5    | 11      |
| 5   | FM    | Jürgen Kaufeld        | 2241 |        | 0 | 3 | 4 | 1,5    | 7       |
| 6   | FM    | Aleksej Litwak        | 2269 |        | 1 | 3 | 3 | 2,5    | 7       |
| 7   |       | Sevan Buscara         | 2238 |        | 3 | 3 | 4 | 4,5    | 10      |
| 8   |       | Lena Buscara          | 1688 |        | 0 | 1 | 2 | 0,5    | 3       |
| 9   |       | Vianney Domenech      | 2050 |        | 4 | 0 | 4 | 4      | 8       |
| 10  |       | Frederique Bannwarth  | 1849 |        | 1 | 1 | 6 | 1,5    | 8       |
| 11  |       | Javier Alcaraz Ortega | 2242 |        | 1 | 1 | 2 | 1,5    | 4       |
| 12  |       | Alirezah Shafiei      | 2221 |        | 1 | 0 | 3 | 1      | 4       |

### Bischwiller
Le Club de Bischwiller n'a pas participé aux compétitions.

## Remarques
- Les victoires sans participation sont prises en compte dans les bilans individuels, les défaites sans participation ne sont pas prises en compte.
- Pour les victoires sans participation contre le Club de Bischwiller, chaque joueur désigné pour cette compétition reçoit une victoire dans les bilans individuels.